# Boléro Love
Boléro Love, född 30 september 2011 i Frankrike, är en fransk varmblodig travhäst som tävlade mellan 2014 och 2017. Han tränades av Sébastien Guarato under hela karriären, och kördes då av Franck Nivard (2014–2017) och Gabriele Gelormini (2014-2017).
Under sin tävlingskarriär sprang han in 732 880 euro på 43 starter varav 8 segrar, 10 andraplatser och 8 tredjeplatser. Han tog karriärens största segrar i Prix de Sélection (2016) och Prix de l'Étoile (2016).
Han har även kommit på andraplats i Prix de Croix (2016), Prix Jean Le Gonidec (2016), Prix Robert Auvray (2016), Prix Henri Levesque (2016), Prix Louis Jariel (2016) och Europeiskt femåringschampionat (2014) samt på tredjeplats i Critérium des 4 ans (2015), Prix Jockey (2016), Prix Marcel Laurent (2016) och Prix Ténor de Baune (2016).

## Statistik

### Större segrar
| År   | Lopp              | Kusk               | Vinstbelopp | Grupp   |
| ---- | ----------------- | ------------------ | ----------- | ------- |
| 2016 | Prix de Sélection | Franck Nivard      | 108 000 EUR | Grupp 1 |
| 2014 | Prix de l'Étoile  | Gabriele Gelormini | 108 000 EUR | Grupp 1 |